# George Cukor
 (mars 2019).
Si vous disposez d'ouvrages ou d'articles de référence ou si vous connaissez des sites web de qualité traitant du thème abordé ici, merci de compléter l'article en donnant les références utiles à sa vérifiabilité et en les liant à la section « Notes et références ».
George Dewey Cukor  est un réalisateur américain d'ascendance hongroise, né le 7 juillet 1899 à New York et mort le 24 janvier 1983 à Los Angeles. Il est l'auteur des classiques Une étoile est née (1954) et My Fair Lady (1964), film pour lequel il remporte l'Oscar du meilleur réalisateur l'année suivante. Maître de la comédie de mœurs et de la comédie romantique, il collabore à dix reprises avec Katharine Hepburn. 

## Biographie

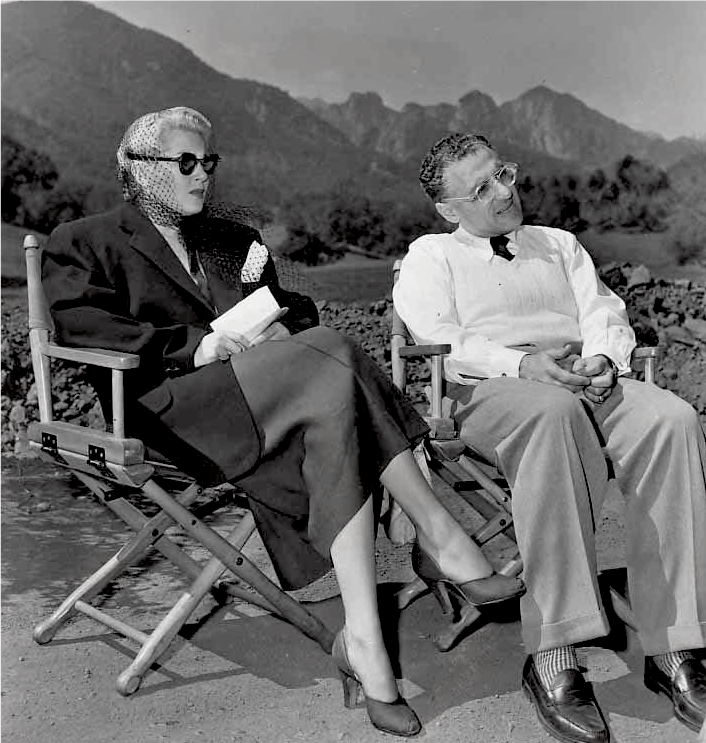
Lana Turner et George Cukor sur le tournage de Ma vie à moi (1950).

George Cukor est né à Manhattan (New York) dans une famille d'immigrés juifs hongrois. Metteur en scène de théâtre à Broadway dans les années 1920, son travail est salué par la critique. Quand Hollywood commence à recruter les talents new-yorkais, il répond favorablement à l'appel de la  Paramount, pour qui il effectue différents travaux non-crédités, avant de réaliser son premier film, Grumpy, en collaboration avec Cyril Gardner, en 1930. Ses trois premiers films sont des co-réalisations. Il fait ses débuts en solo en 1931 avec Tarnished Lady.
Ses sept premiers films sont produits par la Paramount, où il coréalise notamment Une heure près de toi (1932) avec Ernst Lubitsch, film pour lequel il obtient le droit, contre le souhait de celui-ci, de figurer au générique (seulement comme assistant réalisateur). Après un bref passage par la RKO (où il travaille pour la première fois avec David O. Selznick), pour laquelle il réalise notamment Haute Société, il arrive, en 1933, à la MGM pour diriger entre autres Les Invités de huit heures.
Dès 1936, il se voit confier l'adaptation par Selznick d'Autant en emporte le vent, sur laquelle il travaille durant deux ans, assurant la pré-production du film. Entre deux bouts d'essai, il assiste également sur d'autres projets, passant une semaine sur le plateau du Magicien d'Oz à la suite du départ du premier réalisateur, Richard Thrope.  Bien qu'il ne tourne aucune scène, il détermine l'orientation artistique du film, qui sera préservée par Victor Fleming, choisi pour lui succéder, Cukor étant contraint de quitter le projet en raison de son engagement sur Autant en emporte le vent. Assez ironiquement, il est renvoyé après seulement quelques semaines de tournage et se voit remplacé par ce même Victor Fleming.  
Bientôt spécialisé dans les comédies, il devient un directeur d'acteurs hors-pair. Il sait obtenir le meilleur d'eux-mêmes de ses comédiens, et surtout de ses comédiennes. Ainsi, sous sa direction, vingt-et-un acteurs obtiennent des nominations aux Oscars, parmi lesquels Greta Garbo dans Le Roman de Marguerite Gautier (1936) — adaptation du roman d'Alexandre Dumas (fils) La Dame aux camélias — Katharine Hepburn qu'il fait débuter en 1932 dans Héritage (A Bill of Divorcement) et qu'il retrouve avec bonheur pour neuf autres films, dont le classique de la comédie sophistiquée Indiscrétions (The Philadelphia Story) avec Cary Grant et James Stewart, et les comédies de couple avec Spencer Tracy, dont Madame porte la culotte (Adam's rib). Avec moins de réussite, il réunit Yves Montand et Marilyn Monroe dans Le Milliardaire (Let's Make Love), deux ans avant d'entamer l'inachevé Something's Got to Give, dernière apparition de Marilyn. Le seul Oscar qu'il remporte en qualité de meilleur réalisateur est pour My Fair Lady (1964), son quatrième film musical après Une étoile est née (A Star Is Born) dans sa version la plus connue (1954), Les Girls (1957), et Le Milliardaire (1960).

### Vie privée
Soucieux de l'impact sur sa carrière et les studios, George Cukor doit longtemps cacher son homosexualité, et ne la rend publique qu'à la fin de sa vie,,. Il sera pourtant l'un des premiers réalisateurs homosexuels à s'affirmer à Hollywood. Son homosexualité est considérée aujourd'hui comme ayant fortement marqué son œuvre qui influencera plus tard d'autres cinéastes comme Pedro Almodóvar ou François Ozon,.

## Filmographie

### Cinéma
- 1930 : Grumpy
- 1930 : The Virtuous Sin
- 1930 : The Royal Family of Broadway
- 1931 : Tarnished Lady
- 1931 : Girls About Town
- 1932 : Une heure près de toi (One Hour with You)
- 1932 : What Price Hollywood?
- 1932 : Héritage (A Bill of Divorcement)
- 1932 : Rockabye
- 1932 : The Animal Kingdom
- 1933 : Haute Société (Our Betters)
- 1933 : Les Invités de huit heures (Dinner at Eight)
- 1933 : les Quatre Filles du docteur March (Little women)
- 1934 : L'Ennemi public n° 1 (Manhattan Melodrama)
- 1935 : David Copperfield (The Personal History, Adventures, Experience, and Observation of David Copperfield, the Younger)
- 1935 : La Femme de sa vie (No More Ladies)
- 1935 : Sylvia Scarlett
- 1936 : Roméo et Juliette (Romeo and Juliet)
- 1936 : Le Roman de Marguerite Gautier (Camille)
- 1938 : Vacances (Holiday)
- 1939 : Zaza
- 1939 : Femmes (The Women)
- 1939 : Autant en emporte le vent (Gone With the Wind) (non crédité)
- 1940 : Suzanne et ses idées (Susan and God)
- 1940 : Indiscrétions (The Philadelphia Story)
- 1941 : Il était une fois (A woman's Face)
- 1941 : La Femme aux deux visages (Two-Faced Woman)
- 1942 : Her Cardboard Lover
- 1942 : La Flamme sacrée (Keeper of the Flame)
- 1944 : Hantise (Gaslight)
- 1944 : La Victoire des ailes (Winged Victory)
- 1947 : La Femme de l'autre (Desire Me)
- 1947 : Othello (A Double Life)
- 1949 : Édouard, mon fils (Edward, My Son)
- 1949 : Madame porte la culotte (Adam's Rib)
- 1950 : Ma vie à moi (A Life of Her Own)
- 1950 : Comment l'esprit vient aux femmes (Born Yesterday)
- 1951 : Agence Cupidon (The Model and the Marriage Broker)
- 1952 : Je retourne chez maman (The Marrying Kind)
- 1952 : Mademoiselle Gagne-Tout (Pat and Mike)
- 1953 : The Actress
- 1953 : Une femme qui s'affiche (It Should Happen to You)
- 1954 : Une étoile est née (A Star Is Born)
- 1955 : La Croisée des destins (Bohwani Junction)
- 1957 : Car sauvage est le vent (Wild Is the Wind)
- 1957 : Les Girls
- 1959 : La Diablesse en collant rose (Heller in Pink Tights)
- 1959 : Le Bal des adieux (Song Without End)
- 1960 : Le Milliardaire (Let's Make Love)
- 1962 : Something's Got to Give
- 1963 : Les Liaisons coupables (The Chapman Report)
- 1964 : My Fair Lady
- 1969 : Justine
- 1972 : Voyages avec ma tante (Travels with My Aunt)
- 1976 : L'Oiseau bleu (The Blue Bird)
- 1981 : Riches et Célèbres (Rich and Famous)

### Télévision
- 1975 : Il neige au printemps (Love Among the Ruins)
- 1979 : Le blé est vert (The Corn Is Green)

## Distinctions

### Récompenses
- Hollywood Walk of Fame 1960 : Étoile d'honneur
- Oscars 1965 : Oscar du meilleur film et Oscar du meilleur réalisateur pour My Fair Lady
- Golden Globes 1965 : Golden Globe du meilleur réalisateur pour My Fair Lady
- Guilde des réalisateurs des États-Unis 1981 : Prix de la meilleure réalisation de film pour My Fair Lady
- Baftas 1966 : Bafta du meilleur film pour My Fair Lady
- Primetime Emmy Awards 1975 : Emmy de la meilleure réalisation de programme spécial, drame ou comédie pour Love Among the Ruins
- Guilde des réalisateurs des États-Unis 1981 : Prix d'honneur
- Mostra de Venise 1982 : Lion d'or d'honneur

### Nominations
- Oscars 1934 : nomination à l'Oscar du meilleur film et à l'Oscar du meilleur réalisateur pour Les Quatre Filles du docteur March
- Mostra de Venise 1934 : en compétition pour la Coupe Mussolini du meilleur film étranger pour Les Quatre Filles du docteur March
- Mostra de Venise 1935 : en compétition pour la Coupe Mussolini du meilleur film étranger pour David Copperfield
- Oscars 1941 : nomination à l'Oscar du meilleur réalisateur pour Indiscrétions
- Festival de Cannes 1946 : en compétition pour le Grand Prix du festival de Cannes pour Hantise
- Oscars 1948 : nomination à l'Oscar du meilleur réalisateur pour Othello
- Mostra de Venise 1948 : en compétition pour le Grand Prix International pour Othello
- Oscars 1951 : nomination à l'Oscar du meilleur film et à l'Oscar du meilleur réalisateur pour Comment l'esprit vient aux femmes
- Golden Globes 1961 : nomination au Golden Globe du meilleur réalisateur pour Comment l'esprit vient aux femmes
- Mostra de Venise 1951 : en compétition pour le Lion d'or pour Comment l'esprit vient aux femmes
- Berlinale 1958 : en compétition pour l'Ours d'or pour Car sauvage est le vent
- Baftas 1961 : nomination au Bafta du meilleur film pour Le Milliardaire
- Golden Globes 1963 : nomination au Golden Globe du meilleur réalisateur pour Les Liaisons coupables

## Postérité
En 2020, l'acteur américain Daniel London interprète une version fictionnelle de George Cukor dans la mini-série Hollywood, diffusée sur le service Netflix.